# Carnot (månekrater)
 For alternative betydninger, se Carnot. (Se også artikler, som begynder med Carnot)
Carnot er et nedslagskrater på Månen. Det befinder sig på den nordlige halvkugle på Månens bagside og er opkaldt efter den franske fysiker Nicolas L.S. Carnot (1796 – 1832).
Navnet blev officielt tildelt af den Internationale Astronomiske Union (IAU) i 1970. 

## Omgivelser
Carnotkrateret er trængt ind i den sydlige rand af den enorme bjergomgivne slette Birkhoff. Mod vest-sydvest ligger Paraskevopouloskrateret.

## Karakteristika
Den ydre rand af dette krater har en noget hexagonal form, særligt i den sydlige halvdel. Mod nord har randen en irregulær indre væg, mens den sydlige rand falder i terrasser og har en skarpere kant. Der er nogen sammenfald mod sydøst, hvilket har skabt udadgående udbulinger i omkredsen. Delvis over den vestlige, indre væg ligger tre små, skålformede kratere.
Indenfor er kraterbunden flad og jævn, i hvert fald sammenlignet med det stærkt ujævne terræn udenfor. Umiddelbart sydøst for kraterets midte ligger en central top. Kraterbunden er mærket af adskillige små og talrige meget små kratere. Det mest fremtrædende krater på kraterbunden er et lille, lavt krater nær den sydlige indre væg.

## Satellitkratere
De kratere, som kaldes satellitter, er små kratere beliggende i eller nær hovedkrateret. Deres dannelse er sædvanligvis sket uafhængigt af dette, men de får samme navn som hovedkrateret med tilføjelse af et stort bogstav. På kort over Månen er det en konvention at identificere dem ved at placere dette bogstav på den side af satellitkraterets midte, som ligger nærmest hovedkrateret. Carnotkrateret har følgende satellitkratere:
| Carnot | Længde  | Bredde   | Diameter |
| ------ | ------- | -------- | -------- |
| F      | 52,5° N | 138,9° W | 35 km    |

## Måneatlas
- Billeder af Carnotkrateret i LPI-måneatlasset